# Dagonville
Dagonville é uma comuna francesa na região administrativa de Grande Leste, no departamento de Meuse. Estende-se por uma área de 13,01 km². Em 2010 a comuna tinha 84 habitantes (densidade: 6,5 hab./km²).